# Stratton Strawless
Stratton Strawless is een civil parish in het bestuurlijke gebied Broadland, in het Engelse graafschap Norfolk met 580 inwoners.

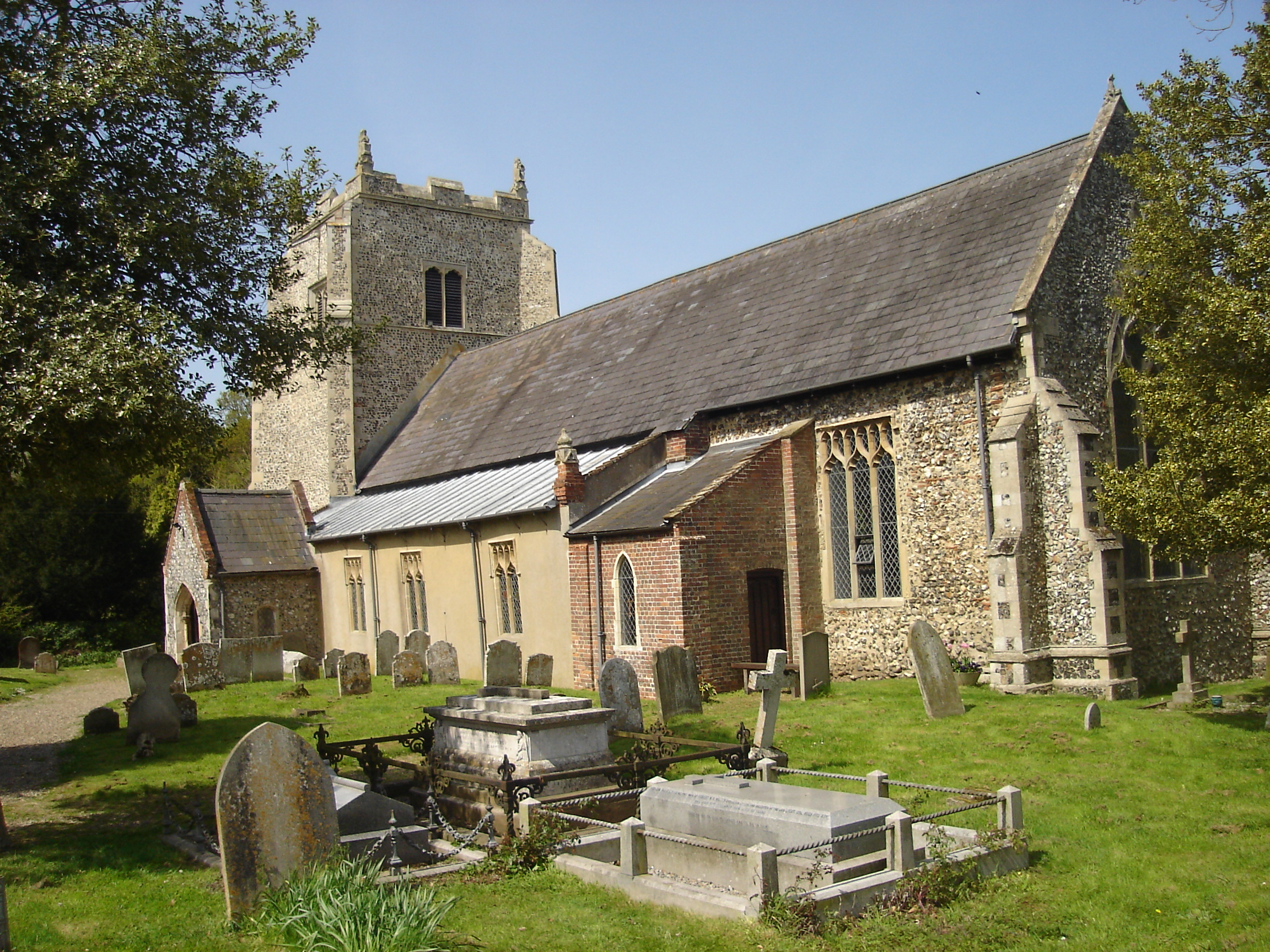
Kerk van St Margaret